# Iseltwald
Iseltwald est une commune suisse du canton de Berne, située dans l'arrondissement administratif d'Interlaken-Oberhasli.

## Géographie

### Situation
Iseltwald se situe dans l'arrondissement administratif d'Interlaken-Oberhasli, sur la rive gauche du lac de Brienz. La commune comprend le village d'Iseltwald, les hameaux de Furen, Sengg et Isch, quelques fermes isolées et s'étend du lac au Faulhorn (2 680 m), à travers plusieurs forêts et alpages.
|                       | Lac de Brienz |        |
| Bönigen Gündlischwand | Iseltwald     | Brienz |
| Lütschental           | Grindelwald   |        |

Le territoire d'Iseltwald mesure 21,85 km2. Lors du relevé de 2013-2018, les surfaces d'habitations et d'infrastructures représentaient 2,6 % de sa superficie, les surfaces agricoles 31,1 %, les surfaces boisées 47,7 % et les surfaces improductives 18,5 %.

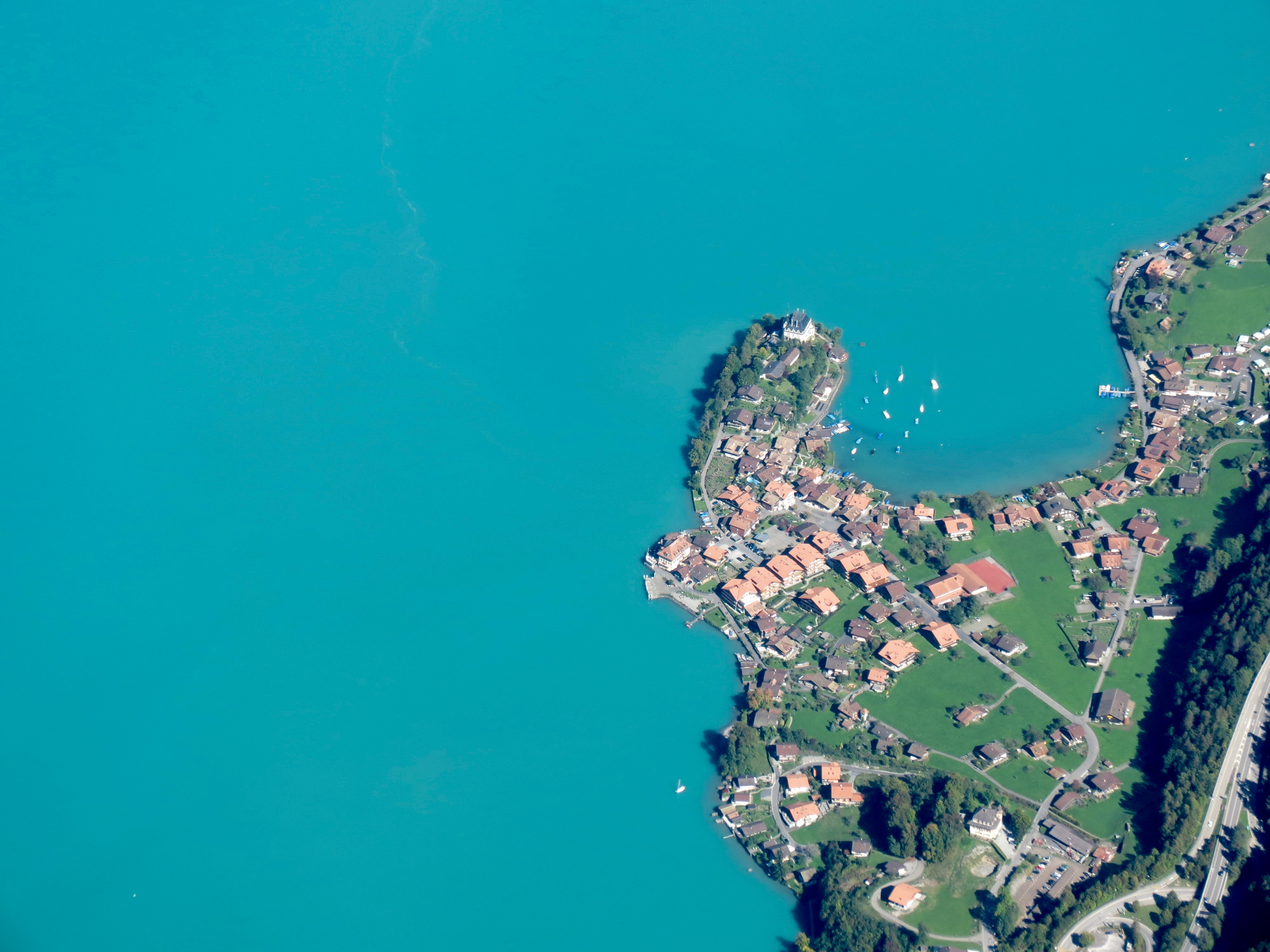
Vue aérienne de la péninsule d'Iseltwald (de) avec le château de Seeburg.
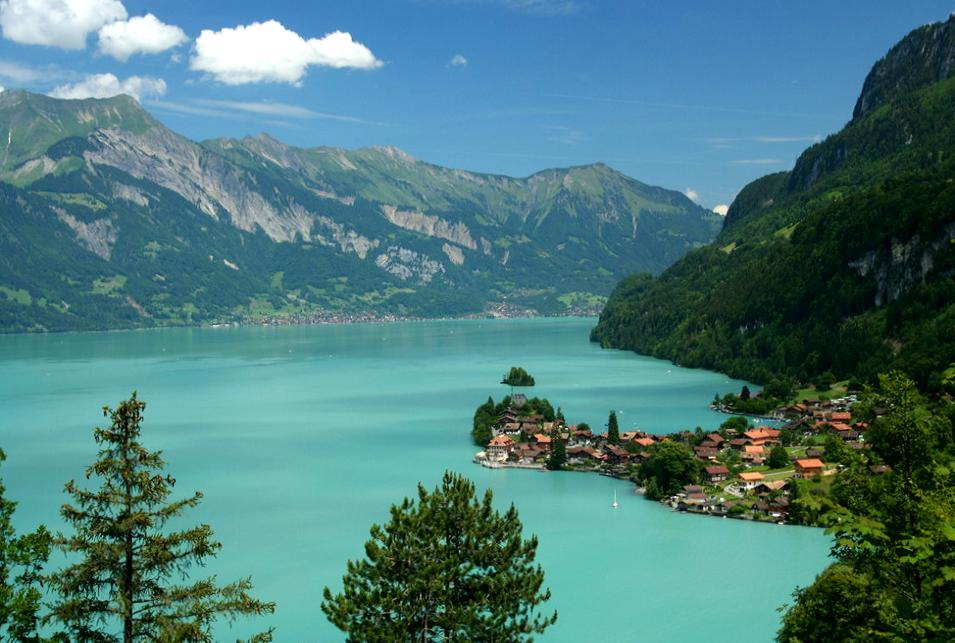
Iseltwald à l'été 2007.

### Accès
Jusqu'en 1988, Iseltwald était uniquement accessible depuis Bönigen par une route sans issue. Depuis, le village est accessible par l'autoroute A8.

## Histoire

Photo aérienne du village par Walter Mittelholzer, en 1926.

Le village est mentionné pour la première fois en 1146 sous le nom d'Iseltwalt. Après un différend avec Interlaken sur l'importante forêt, tous les droits d'Iseltwald sont allés à Interlaken en 1303. En 1342, Iseltwald est dévastée par les Unterwaldners. Avec la sécularisation du monastère d'Interlaken en 1528, le village passe dans le Canton de Berne et au bailliage d'Interlaken. En plus de la pêche, de l'arboriculture fruitière, de l'élevage et de l'alpage, une verrerie offre des travaux complémentaires en 1680. Cependant, l'activité de celle-ci s'éteint à nouveau vers 1715.
Le tourisme commence en 1871 avec l'avènement de la navigation sur le lac de Brienz. Les hôtels et l'hospitalité émergent alors. Aujourd'hui, ce sont surtout les touristes d'un jour qui séjournent dans le village.

## Démographie

### Évolution de la population
Iseltwald compte 413 habitants au 31 décembre 2022 pour une densité de population de 19 hab/km2. Sur la période 2010-2019, sa population a diminué de −1,1 % (canton : 6,1 % ; Suisse : 9,4 %).  

### Pyramide des âges
En 2020, le taux de personnes de moins de 30 ans s'élève à 23,7 %, au-dessous de la valeur cantonale (30,3 %). Le taux de personnes de plus de 60 ans est quant à lui de 38 %, alors qu'il est de 27,9 % au niveau cantonal.
La même année, la commune compte 194 hommes pour 221 femmes, soit un taux de 46,7 % d'hommes, inférieur à celui du canton (49,1 %).
| Hommes | Classe d’âge | Femmes |
| ------ | ------------ | ------ |
| 0,5    | 90 ans ou +  | 0,0    |
| 12,4   | 75 à 89 ans  | 14,0   |
| 26,8   | 60 à 74 ans  | 22,2   |
| 26,3   | 45 à 59 ans  | 21,7   |
| 12,9   | 30 à 44 ans  | 15,8   |
| 10,3   | 15 à 29 ans  | 11,3   |
| 10,8   | - de 14 ans  | 14,9   |

| Hommes | Classe d’âge | Femmes |
| ------ | ------------ | ------ |
| 0,7    | 90 ans ou +  | 1,6    |
| 8,0    | 75 à 89 ans  | 10,4   |
| 17,3   | 60 à 74 ans  | 17,8   |
| 22,0   | 45 à 59 ans  | 21,3   |
| 20,6   | 30 à 44 ans  | 19,9   |
| 16,4   | 15 à 29 ans  | 15,3   |
| 15,1   | - de 14 ans  | 13,8   |

## Patrimoine et culture

### Patrimoine naturel
La petite île pittoresque dite Schnäggeninseli s'élève à faible distance du rivage.

### Patrimoine bâti
- Le château de Seeburg (de), en position pittoresque à l'extrémité de la presqu'île, est une grande villa remarquablement ornée dans le style des châteaux français de style Renaissance. Il a été démonté en 1907 par J. Kellenberg et réaménagé intérieurement en 1927. Par sa situation et son décor, il évoque les châteaux de Schadau (Thoune) et Hünegg (Hilterfingen)[8].
- Hôtel de l'Ours (Bucht no 29) (1908)[8].
- Église protestante 1937-1939, par les architectes Urfer et Stähli[8].
- Le ponton d'embarquement de la commune, lieu clé de la série télévisée sud coréenne Crash Landing on You, attire de nombreux touristes depuis le début des années 2020[9],[10]. La forte affluence des visiteurs a poussé la commune à rendre l'accès au ponton payant[11].

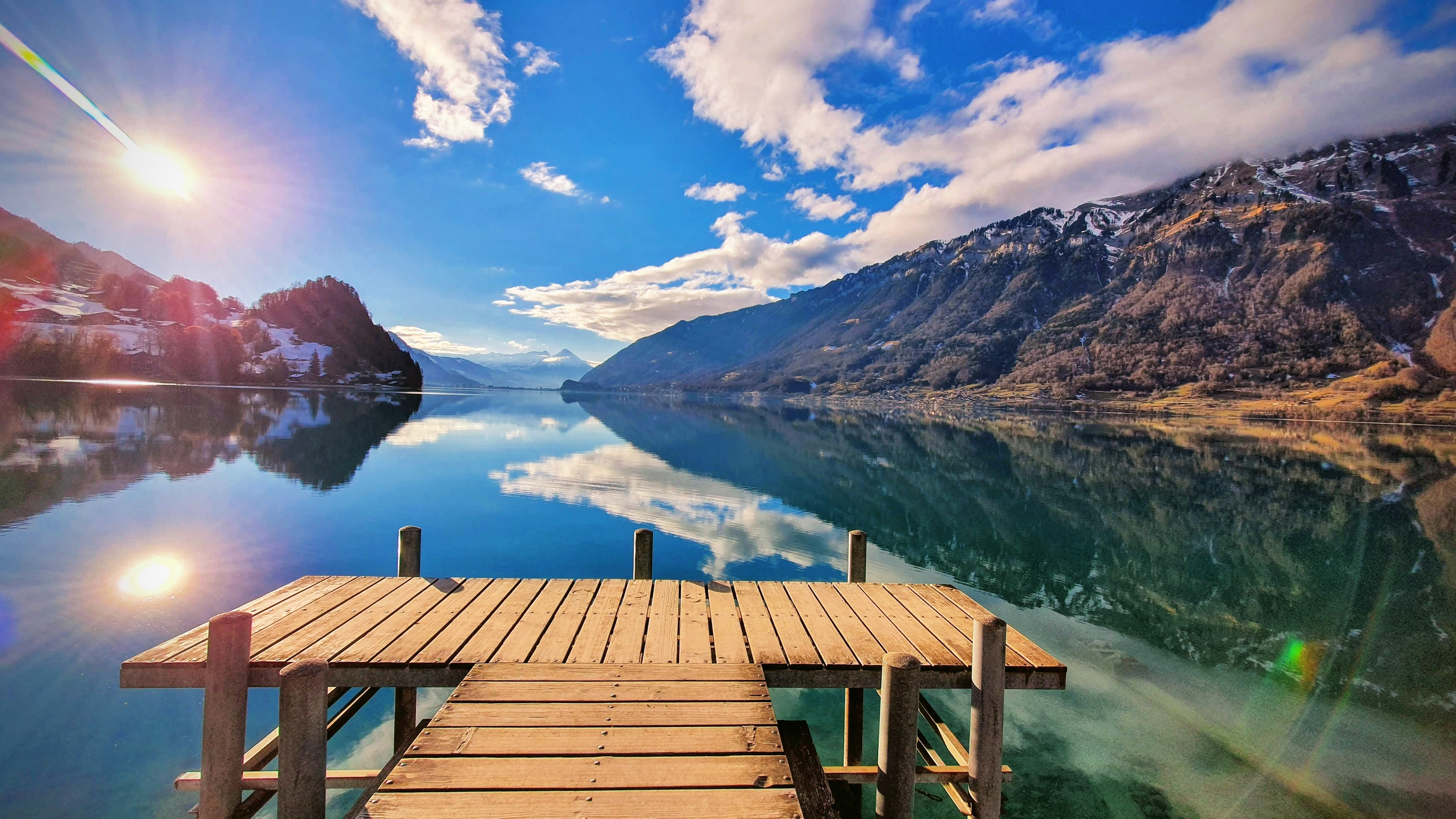
Le ponton d'embarquement d'Iseltwald.
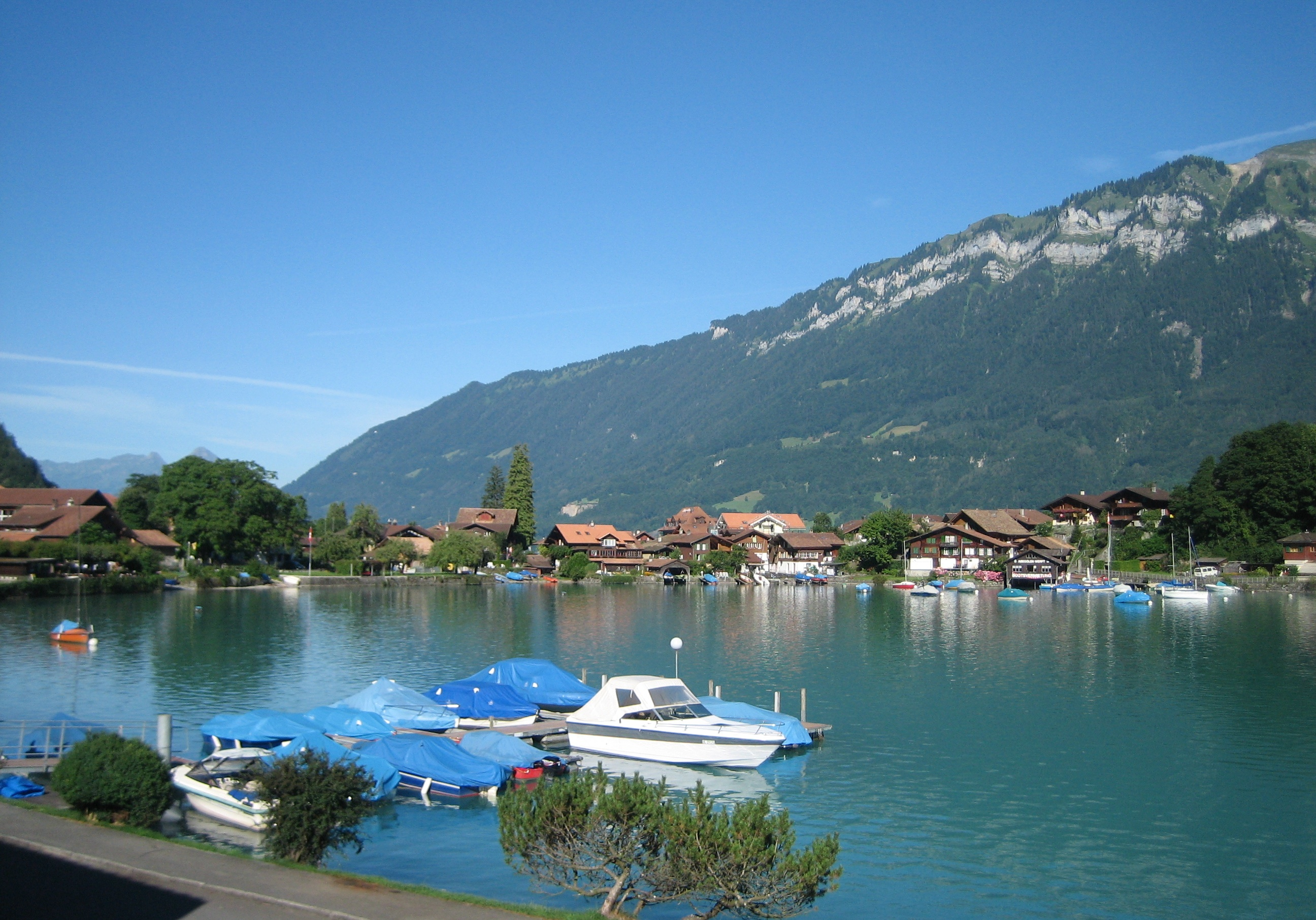
Le port d'Iseltawald sur le Lac de Brienz.
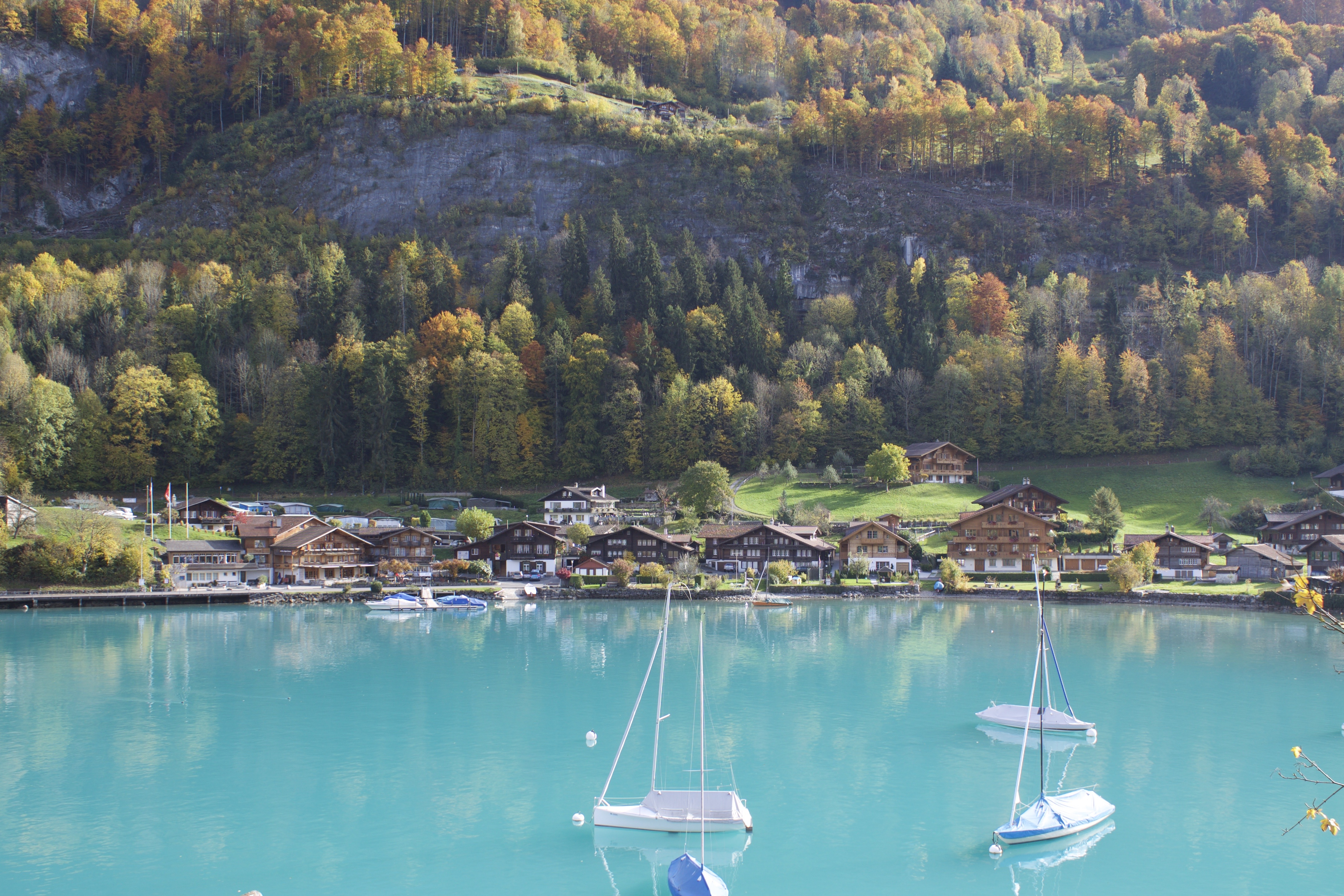
Les rives du Lac de Brienz à Iseltwald.
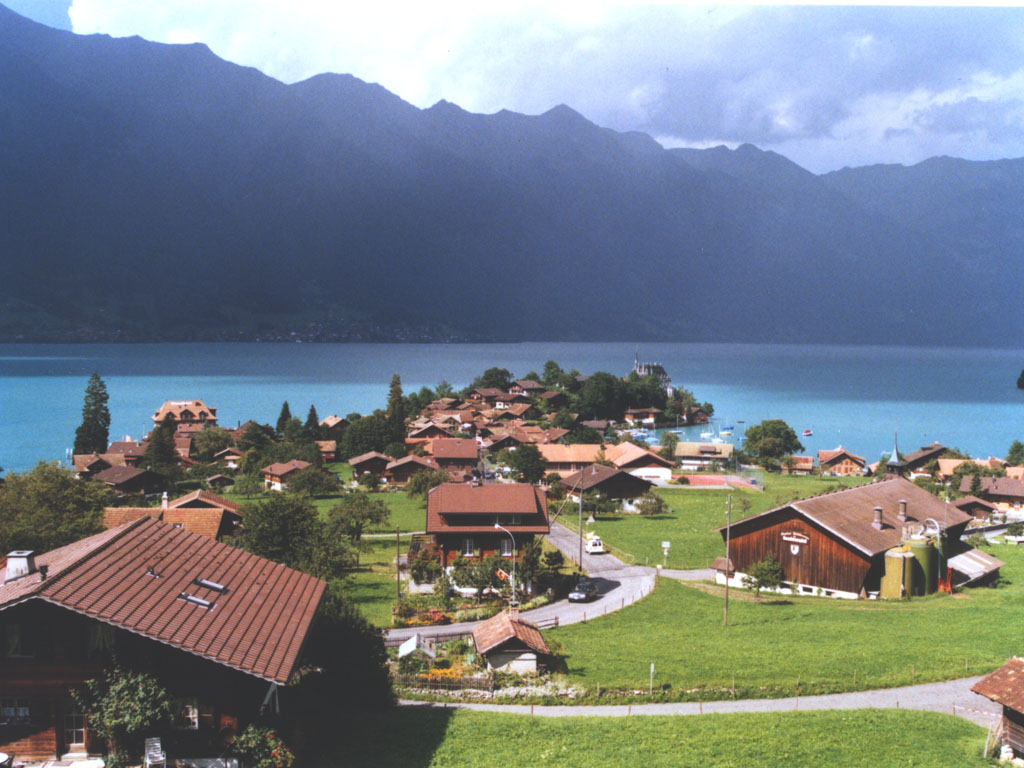
Vue du village d'Iseltwald
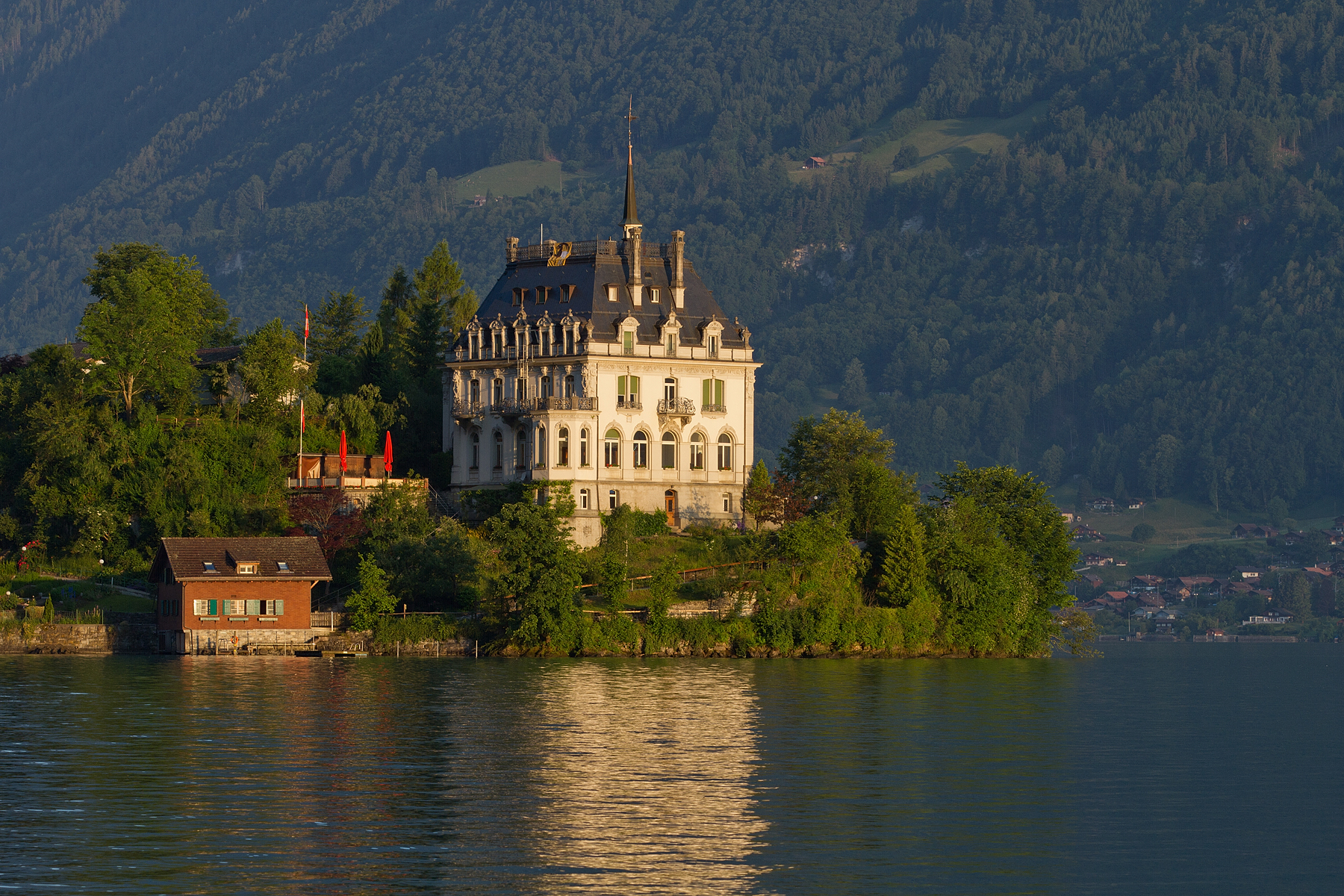
Le château de Seeburg (de).
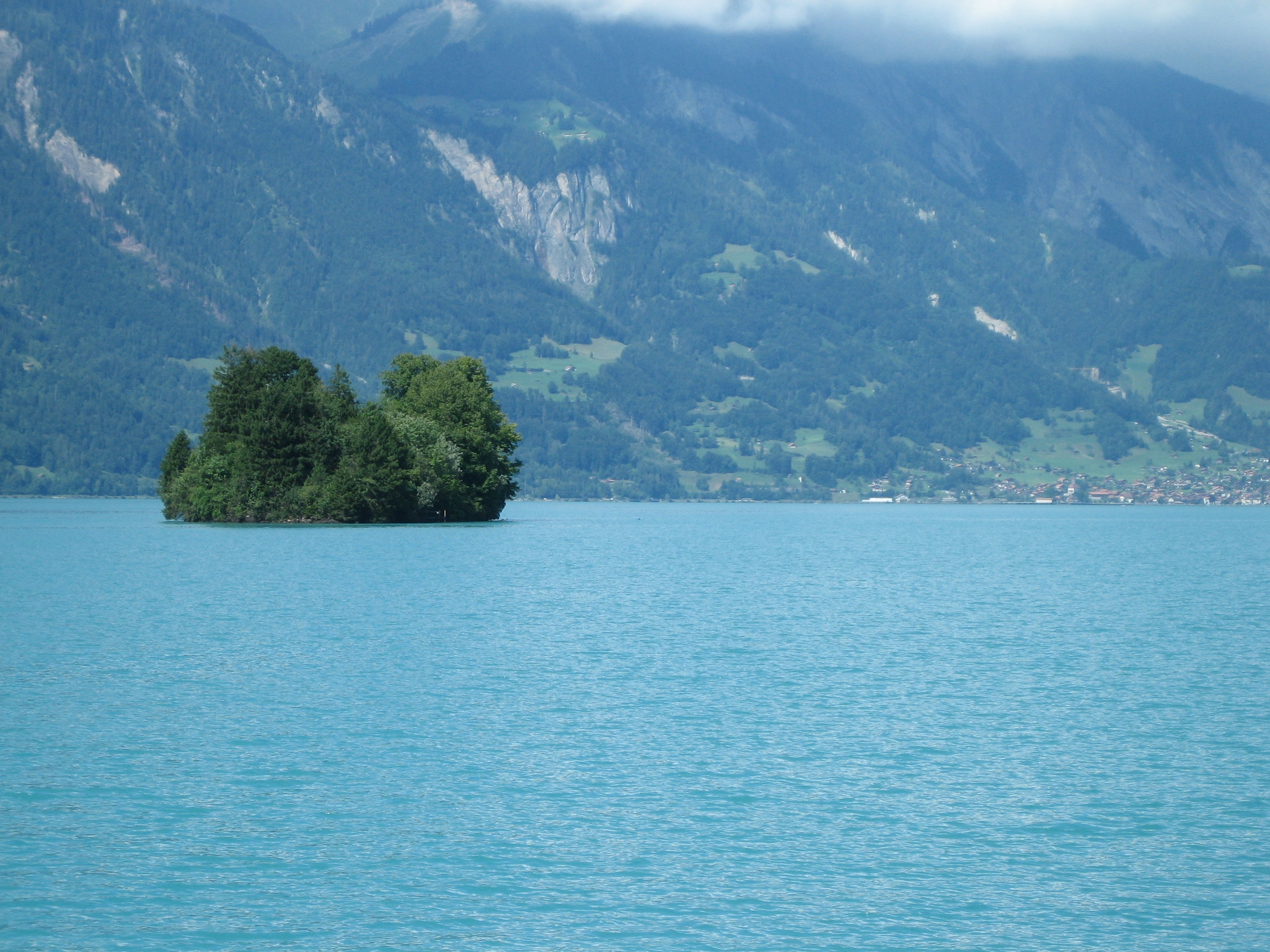
Schnäggeninseli (Île aux escargots) devant Iseltwald.